# Kris Kristofferson

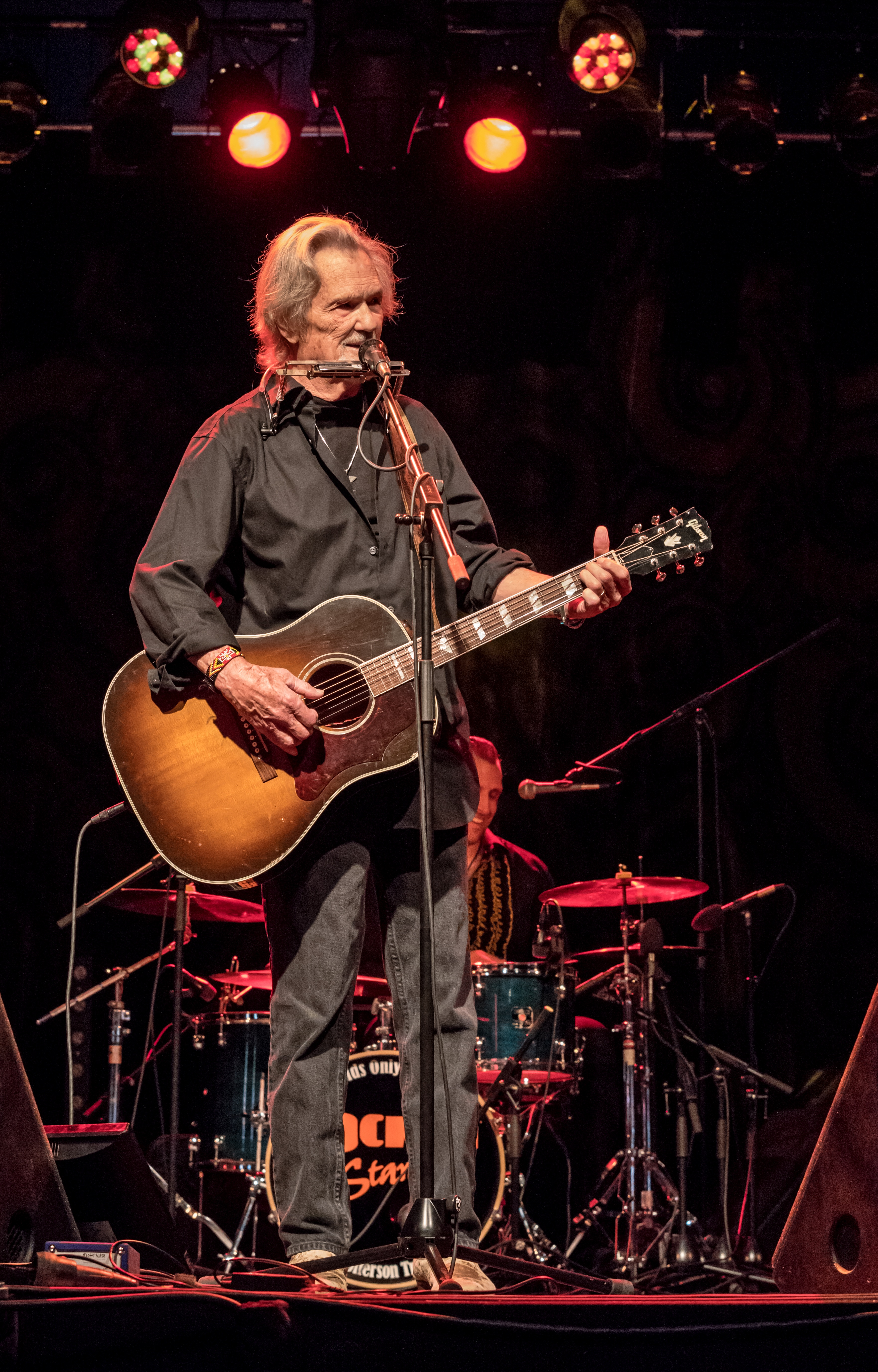
Kris Kristofferson, Sátor Fesztivál 2017 Freiburg, Németország

Kristoffer „Kris” Kristofferson (Brownsville, Texas, 1936. június 22. – Hana, Hawaii, 2024. szeptember 28.) háromszoros Grammy-díjas, valamint Golden Globe-díjas amerikai dalszövegíró, énekes és színész, az amerikai countryzene meghatározó alakja. Olyan slágereket írt, mint a Me and Bobby McGee, a Sunday Morning Coming Down és a Help Me Make it Through the Night. Kris egyedül írta dalszövegeit, de pályája során több híres szövegíróval dolgozott együtt, például Shel Silversteinnel és Fred Fosterrel.

## Pályafutása

### Fiatalkora
Apja svéd származású volt és katonaként szolgált, ezért sokat utazott fiatalkorában, és végül családjával San Mateo városában telepedett le, ahol elvégezte a helyi középiskolát. Édesanyja egy elég vegyes összetételű családból származott, amely angol, ír, német, skót, svájci és holland gyökerekkel rendelkezik. Édesapja tábornok volt az Amerikai Légierőnél és szándékában állt Krist is katonai pályára küldeni. Országos ismertségre akkor tett szert, amikor amerikai futballban és atlétikában elért  sporteredményei miatt a fényképe megjelent a Sports Illustrated című lapban.
Kristofferson elnyerte a Rhodes-ösztöndíjat, és az oxfordi Merton College-ban kezdte meg tanulmányait. Mialatt Angliában tanult, elkezdett dalokat írni, és keresett magának egy menedzsert is, Larry Parnest. Több dalt vett fel akkoriban a Top Rank Records előadójaként Kris Carson álnéven, de nem aratott sikert. 1960-ban angol irodalomból szerzett MA fokozatot.
Kristofferson végül belépett a hadseregbe, és századosi rendfokozatot ért el. Az alabamai támaszponton kapott kiképzést, helikopterpilóta lett. Az 1960-as évek elején Nyugat-Németországban állomásozott. Innen visszatérve az Amerikai Egyesült Államokba megalapította első zenekarát. 1965-ben éppen akkor lépett ki a seregből, hogy dalszövegeket írhasson, amikor a West Point Akadémia irodalom-professzori állást ajánlott neki.

### Zenei karrierje
Nashville-be költözött, miután leszerelt 1965-ben. Alkalmi munkákat végzett, mialatt azért küzdött, hogy elismerjék a zenész szakmában. Padlót söpört a Columbia Stúdióban, amikor először találkozott Johnny Cash-sel. Akkoriban helikopterpilótaként is dolgozott egy déli cégnek, Petroleum Helicopters Internationalnak.
Kris így emlékezett azokra az időkre: „Ez még három évvel azelőtt volt, hogy énekes lettem volna és az emberek elkezdték feldolgozni a dalaimat. Egy hetet dolgoztam pilótaként, aztán visszamentem Nashville-be, hogy eladjam a dalaimat, aztán megint visszamentem délre pilótának. Így teltek a hónapok. Sok dalt írtam akkoriban, hogy csak kettőt említsek: a Help Me Make It Through The Night-ot és a sokak által kedvelt Me and Bobby McGee -t.”
1966-ban kiadta az első kislemezét Viet Nam Blues címmel. A következő évben Kristofferson az Epic Records lemezkiadóhoz szerződött. Itt adta ki a Golden Idol/Killing Time című kislemezt, de nem ért el túl nagy sikereket vele. Ám a következő évben számos Kristofferson-sláger került fel a toplisták élére, többek között a Jody and the Kid, a Once More with Feeling, a Your Time’s Comin’, a Best of all Possible Worlds és a Darby’s Castle.
Kris maga is sikereket ért el előadóművészként, miután Johnny Cash bemutatta őt a nagyközönségnek a Newport Folk Fesztiválon. Akkor keltette fel az érdeklődését, amikor váratlanul leszállt Cash kertjében helikopterrel, és átnyújtotta neki néhány felvételét, és a Sunday Morning Coming Downt.
1970-ben a Fred Foster által vezetett Monument Recordshoz szerződött le. Debütáló albuma Kristofferson névre hallgatott, amelyen régi és új slágerek is megtalálhatóak voltak.
Az albumot nem vették, habár a következő évben sikerrel adták ki újra Me and Bobby McGee címmel. Ekkora már dalai iránt nagy volt az érdeklődés. Olyan előadók énekelték a dalait, mint Ray Price (For the Good Times), Waylon Jennings (The Taker), Bobby Bare (Come Sundown), Johnny Cash (Sunday Morning Coming Down) és Sammi Smith (Help Me Make It Through the Night).
Az Academy of Country Music a For the Good Times című dalt 1970-ben az év dalának választotta, ugyanebben az évben a Country Music Association a Sunday Morning Coming Downnak ítélte ugyanezt a címet. Ez máig az egyetlen olyan alkalom, amikor ugyanaz a dalszövegíró ugyanazt a címet nyerte el két különböző dallal, két különböző társaságtól.
A Me and Bobby McGee világhírnévre Janis Joplin posztumusz albumán (Pearl) tett szert. 1971-ben a Rolling Stone az 500 legjobb dal közé sorolta, és több hétig maradt a listák első helyén.
Kris 1971-ben kiadta második albumát, The Silver Tongued Devil and I címmel, a lemez sikere alapozta meg Kris további karrierjét. A következő évben szerepelt először filmben, a Dennis Hopper által rendezett Az utolsó mozifilm című alkotásban. Megjelent harmadik albuma Border Lord címmel. 1972-ben számos dalát Grammy-díjra jelölték, néhányat meg is kapott. Ekkor jelent meg a következő lemeze Jesus Was a Capricorn címmel.

### Az 1970-es években
A következő néhány évben a színészetre koncentrált. Szerepet kapott a Paul Mazursky által rendezett Szerelmes Blumeban, és a Sam Peckinpah által rendezett Pat Carrett és Billy, a Kölyökben. 1973-ban Rita Coolidge-dzsel, közös albumot adtak ki Full Moon néven. Ez az album hatalmas siker lett, és számos Grammy-jelölést is kapott.
Habár ötödik albuma, a Spooky Lady's Sideshow nagy bukás volt, ám más előadók továbbra is sikeresen dolgozták fel dalait.
Ezekben az években több filmben is játszott: a Hozd el nekem Alfredo Garcia fejét!-ben, a nálunk is híres Konvojban (1978), az Alice már nem lakik ittben.
1976-ban Barbra Streisanddal közösösen forgatták a Csillag születik című filmet. A film sikere ellenére Kris karrierje az immáron hatodik sikertelen albummal – Shake Hands with the Devil – egyre lejjebb csúszott. Mindeközben egyre több zenész dolgozta fel a dalait, többek között Willie Nelson is, aki ekkor adta ki a Willie Nelson Sings Kris Kristofferson nagy sikerű lemezét.

### Az 1980-as években
1982-ben, Willie Nelsonnal, Dolly Partonnal és Brenda Leevel megalakították a The Winning Hand nevű bandát, amely country körökben sikeresnek számított, ám mégsem került a listák élére. Feleségül vette Lisa Meyerst, és újra a filmezés felé fordult. Olyan filmekben kapott szerepet, mint a Kathryn Beck elveszett becsülete, a Flashpoint és a Songwriter, amelyben Willie Nelson is szerepelt.
Krist Oscar-díjra jelölték legjobb filmzene kategóriában a Music from Songwriter című albumért.

### A Highwaymen időszaka
Nelson és Kristofferson a kezdeti nehézségek ellenére is együtt maradtak, és felkérték Waylon Jenningset és Johnny Casht, hogy csatlakozzon hozzájuk, hogy megalakíthassák a The Highwaymen nevű country együttest. Az első albumuk, a Highwayman nagy siker volt, így a kvartett együtt maradt és további albumokat adtak ki.
1985-ben kiadta a Repossessed című, politikai témákkal foglalkozó albumát, amely nagy sikert aratott country körökben, különösen a They Killed Him című dal, amelyben Kristofferson olyan hősöknek állított emléket, mint Martin Luther King, Jr., John F. Kennedy és Mahátma Gandhi.
A Highwaymen 2 album sikere ellenére 1990-ben szólókarrierje nem állt jól, ezért Kris ismét a színészet felé fordult, és a Penge, Penge 2., Penge – Szentháromság, a Tűz a mélyben és a Visszavágó című filmekben kapott szerepet, 2001-ben a Tim Burton által újrarendezett A majmok bolygójában is feltűnt.
1999-ben kiadta az The Austin Sessions című albumát, amelyen kedvenc dalait barátaival vette fel. Néhány név a közreműködők listájáról: Mark Knopfler, Allison Krauss, James Taylor és Jackson Browne. 2003-ban kiadta a Broken Freedom Song: Live from San Francisco című albumát.

### A 2000-es években
2004-ben Kris a Country Music Hall of Fame tagja lett, 2006-ban megkapta a Johnny Mercer Award díjat a Songwriters Hall of Fame-től, és tizenegy év után ismét lemezt adott ki This Old Road címmel, amelyen új dalok is helyet kaptak.
2007. április 21-én a Country Music Television-től a Johnny Cash Visionary Award díjat nyerte el. A díjat Johnny Cash lánya, Rosanne Cash adta át neki.
„Mielőtt John a barátom lett, a példaképem volt, és bármit is kapok, ami az ő nevét viseli, az nagy megtiszteltetés számomra – mondta egy telefonos interjú alkalmával. – Visszaemlékszem arra, amikor először találkoztam vele, és ha valaha is tudtam volna, hogy egyszer olyan díjat fogok kapni, ami a nevét viseli, akkor sok dolgot könnyebben tudtam volna elviselni életem során."
2007 júliusában felkerült a CMT honlapjára, ahol a „Studio 330 Sessions” szekcióban adta elő dalait. Nemcsak a klasszikus Kristofferson-dalokat hallgathatjuk meg, de Kris el is meséli, hogy miként született a ma már örökzöldnek számító Sunday Morning Coming Down, Me and Bobby McGee és a Take The Ribbon From Your Hair.

## Magánélete
1960-ban Kristofferson feleségül vette középiskolai szerelmét, Frances Beert. Két gyermekük született: egy lány, Tracy és egy fiú Kris. 1969-ben váltak el.
Ezután Janis Joplinnal élt az énekesnő haláláig, majd Barbra Streisanddal találkozgatott.
1973-ban vette nőül Rita Coolidge énekesnőt, akitől egyetlen gyermeke született, Casey. 1979-ben váltak el.
1983-ban nősült újra. Új feleségétől, Lisa Meyerstől öt gyermeke született: Jesse Turner, Jody Ray, Johnny, Kelly Marie és Blake Cameron.

## Lemezei
| Év   | Album                                                          | Kiadó                               | Megjegyzés                                                  |
| ---- | -------------------------------------------------------------- | ----------------------------------- | ----------------------------------------------------------- |
| 1970 | Kristofferson                                                  | Monument                            | újra kiadták 1971-ben Me & Bobby McGee címmel               |
| 1971 | The Silver Tongued Devil and I                                 | Monument                            |                                                             |
| 1972 | Border Lord                                                    | Monument                            |                                                             |
| 1972 | Jesus Was a Capricorn                                          | One Way                             |                                                             |
| 1973 | Full Moon                                                      | Monument                            | Rita Coolidge közreműködésével.                             |
| 1974 | Spooky Lady's Sideshow                                         | One Way                             |                                                             |
| 1974 | Breakaway                                                      | Monument                            | Rita Coolidge közreműködésével.                             |
| 1975 | Who's to Bless and Who's to Blame                              | One Way                             |                                                             |
| 1976 | Surreal Thing                                                  | One Way                             |                                                             |
| 1978 | Easter Island                                                  | One Way                             |                                                             |
| 1978 | Natural Act                                                    | A&M                                 | Rita Coolidge közreműködésével.                             |
| 1979 | Shake Hands with the Devil                                     | One Way                             |                                                             |
| 1981 | To the Bone                                                    | One Way                             |                                                             |
| 1982 | The Winning Hand                                               | Monumnet                            | Dolly Parton, Willie Nelson és Brenda Lee közreműködésével. |
| 1984 | Music from Songwriter                                          | Columbia                            | Willie Nelson közreműködésével.                             |
| 1986 | Repossessed                                                    | Mercury                             |                                                             |
| 1990 | Third World Warrior                                            | Mercury                             |                                                             |
| 1991 | Singer/Songwriter                                              | Sony                                |                                                             |
| 1992 | Live at the Philharmonic                                       | Monument                            |                                                             |
| 1995 | A Moment of Forever                                            | Buddha                              |                                                             |
| 1999 | The Austin Sessions                                            | Atlantic                            |                                                             |
| 2003 | Broken Freedom Song: Live from San Francisco                   | Oh Boy!                             |                                                             |
| 2006 | This Old Road                                                  | New West                            |                                                             |
| 2009 | Closer to the Bone                                             | New West                            |                                                             |
| 2010 | Please Don't Tell Me How the Story Ends – The Publishing Demos | Light in the Attick                 |                                                             |
| 2012 | Feeling Mortal                                                 | KK Records                          |                                                             |
| 2016 | The Cedar Creek Sessions                                       | KK Records                          |                                                             |
| 2016 | The Complete Monument & Columbia Album Collection              | Columbia Records / Monument Records |                                                             |

### Kislemezek
| Év   | Kislemez                                           | Kiadó    | Megjegyzés                                |
| ---- | -------------------------------------------------- | -------- | ----------------------------------------- |
| 1967 | Golden Idol/Killing Time                           | Epic     |                                           |
| 1970 | To Beat the Devil/Blame It on the Stones           | Monument |                                           |
| 1970 | Jody and the Kid/The Other Side of Nowhere         | Monument |                                           |
| 1971 | Loving Her Was Easier/Epitaph                      | Monument |                                           |
| 1971 | The Pilgrim, Chapter 33/The Taker                  | Monument |                                           |
| 1972 | Josie/Border Lord                                  | Monument |                                           |
| 1972 | Jesus Was a Capricorn/Enough for You               | Monument |                                           |
| 1973 | Jessie Younger/Give It to Me Tender                | Monument |                                           |
| 1973 | Why Me/Help Me                                     | Monument |                                           |
| 1974 | I May Smoke Too Much/The Lights of Magdala         | Monument |                                           |
| 1974 | Rain/Watcha Gonna Do                               | Monument | Rita Coolidge közreműködésével.           |
| 1975 | LoverPlease/Slow Down                              | Monument | Rita Coolidge közreműködésével.           |
| 1975 | Easy Come On/Rocket to Stardom                     | Monument |                                           |
| 1975 | Sweet Susannah/We Must've Been Out Of…             | Monumnet | Rita Coolidge közreműködésével.           |
| 1975 | The Year 2000 Minus 25/If It’s All the Same to You | Monument |                                           |
| 1976 | It’s Never Gonna Be/The Prisoner                   | Monument |                                           |
| 1976 | Watch Closely Now/Crippled Down                    | Columbia |                                           |
| 1978 | Forever in Your Love/The Fighter                   | Monument |                                           |
| 1979 | Prove It to You One More Time/Fallen Angel         | Monument |                                           |
| 1980 | I’ll Take Any Chance I Can/Maybe You Heard         | Monument |                                           |
| 1981 | Here Comes That Rainbow/Bandits of Beverly Hills   | Monument |                                           |
| 1981 | Nobody Loves Anybody Anymore/Maybe You Heard       | Monument |                                           |
| 1984 | How Do You Feel About/Eye of the Storm             | Monument | Willie Nelson közreműködésével            |
| 1985 | Highwayman                                         | Columbia | Willie, Johnny és Waylon közreműködésével |
| 1985 | Desperadoes Waiting for the Train                  | Columbia | Willie, Johnny és Waylon közreműködésével |
| 1987 | They Killed Him/Anthem 84                          | Polygram |                                           |
| 1987 | Love Is the Way/This Old Road                      | Polygram |                                           |
| 1987 | El Coyote/They Killed Him                          | Polygram |                                           |
| 1990 | Silver Stallion/American Remains                   | Columbia | Willie, Johnny és Waylon közreműködésével |
| 1991 | Born And Raised/American Remains                   | Columbia | Willie, Johnny és Waylon közreműködésével |
| 1991 | American Remains                                   | Columbia | Willie, Johnny és Waylon közreműködésével |
| 2006 | This Old Road                                      | New West |                                           |

### A 'The Highwaymen' együttessel közösen kiadott albumok
| Év   | Album                                              | Kiadó               |
| ---- | -------------------------------------------------- | ------------------- |
| 1985 | Highwayman                                         | Columbia Records    |
| 1990 | Highwayman 2                                       | Columbia Records    |
| 1995 | The Road Goes On Forever                           | Liberty Records     |
| 2005 | The Road Goes on Forever: 10th Anniversary Edition | Capitol Records/EMI |
| 2016 | Live: American Outlaws                             | Sony Legacy         |

## Filmjei
| Év   | Magyar cím                                                | Eredeti cím                                        | Szerep                        | Magyar hang          | Rendező                  |
| ---- | --------------------------------------------------------- | -------------------------------------------------- | ----------------------------- | -------------------- | ------------------------ |
| 1971 | Az utolsó mozifilm                                        | The Last Movie                                     | Minstrel Wrangler             |                      | Dennis Hopper            |
| 1972 | Cisco Pike                                                | Cisco Pike                                         | Cisco Pike                    | Nagy Ervin           | Bill L. Norton           |
| 1973 | Pat Garrett és Billy, a kölyök                            | Pat Garrett and Billy the Kid                      | Billy, a kölyök               | Schnell Ádám         | Sam Peckinpah            |
| 1973 | Pat Garrett és Billy, a kölyök                            | Pat Garrett and Billy the Kid                      | Billy, a kölyök               | Szakácsi Sándor      | Sam Peckinpah            |
| 1973 | Pat Garrett és Billy, a kölyök                            | Pat Garrett and Billy the Kid                      | Billy, a kölyök               | Dányi Krisztián      | Sam Peckinpah            |
| 1973 | Szerelmes Blume                                           | Blume in Love                                      | Elmo Cole                     | Lukács Sándor        | Paul Mazursky            |
| 1974 | Leszámolás Mexikóban – Hozd el nekem Alfredo Garcia fejét | Bring Me the Head of Alfredo Garcia                | biciklis                      |                      | Sam Peckinpah (2)        |
| 1974 | Alice már nem lakik itt                                   | Alice Doesn't Live Here Anymore                    | David                         | Szabó Sipos Barnabás | Martin Scorsese          |
| 1976 |                                                           | The Sailor Who Fell from Grace with the Sea        | Jim Cameron                   |                      | Lewis John Carlino       |
| 1976 | A város ura                                               | Vigilante Force                                    | Aaron Arnold                  | Tarján Péter         | George Armitage          |
| 1976 | Csillag Születik                                          | A Star Is Born                                     | John Norman Howard            | Balkay Géza          | Frank Pierson            |
| 1977 | Majdnem futball                                           | Semi-Tough                                         | Marvin 'Shake' Tiller         |                      | Michael Ritchie          |
| 1978 | Konvoj                                                    | Convoy                                             | Martin 'gumikacsa' Penwald    | Szakácsi Sándor      | Sam Peckinpah (3)        |
| 1980 | A mennyország kapuja                                      | Heaven's Gate                                      | James Averill                 | Rubold Ödön          | Michael Cimino           |
| 1981 | Milliárdos bankbetétek                                    | Rollover                                           | Hubbell Smith                 |                      | Alan J. Pakula           |
| 1982 |                                                           | The Last Horror Film                               | önmaga                        |                      | David Winters            |
| 1984 | Gyulladáspont                                             | Flashpoint                                         | Bobby Logan                   | Vajda László         | William Tannen           |
| 1984 | Dalszerző                                                 | Songwriter                                         | Blackie Buck                  |                      | Alan Rudolph             |
| 1985 | Zavart lelkek                                             | Trouble in Mind                                    | John 'Hawk' Hawkins           | Felföldi László      | Alan Rudolph (2)         |
| 1988 | Pee Wee nagy kalandja                                     | Big Top Pee-wee                                    | Mace Montana                  | Kárpáti Tibor        | Randal Kleiser           |
| 1989 | Millenium                                                 | Millennium                                         | Bill Smith                    | Juhász Jácint        | Michael Anderson         |
| 1989 | Ha a forgószél hazarepít                                  | Welcome Home                                       | Jake                          | Juhász Jácint        | Franklin Schaffner       |
| 1990 |                                                           | Sandino                                            | Tom Holte                     |                      | Miguel Littín            |
| 1991 | A ciklon illata                                           | Night of the Cyclone                               | Stanley                       | Barbinek Péter       | David Irving             |
| 1992 |                                                           | Original Intent                                    | Jack Saunders                 |                      | Robert Marcarelli        |
| 1993 | Nincs kiút                                                | No Place to Hide                                   | Joe Garvey                    | Helyey László        | Richard Danus            |
| 1993 |                                                           | Paper Hearts                                       | Tom                           |                      | Rod McCall               |
| 1993 | Lovagok                                                   | Knights                                            | Gabriel                       | Uri István           | Albert Pyun              |
| 1995 | Fáraóhadsereg                                             | Pharaoh's Army                                     | Prédikátor                    | Kristóf Tibor        | Robby Henson             |
| 1996 | Lone Star - Ahol a legendák születnek                     | Lone Star                                          | Charlie Wade                  | Szersén Gyula        | John Sayles              |
| 1997 | Tűz a mélyben                                             | Fire Down Below                                    | Orin Hanner Sr.               | Ujréti László        | Félix Enríquez Alcalá    |
| 1998 | Műszak után, Las Vegas!                                   | Girls' Night                                       | Cody                          | Sörös Sándor         | Nick Hurran              |
| 1998 | Penge                                                     | Blade                                              | Abraham Whistler              | Ujlaki Dénes         | Stephen Norrington       |
| 1998 | Mindenem a tánc                                           | Dance with Me                                      | John Burnett                  |                      | Randa Haines             |
| 1998 | Író és hős                                                | A Soldier's Daughter Never Cries                   | Bill Willis                   | Végvári Tamás        | James Ivory              |
| 1998 | Őslények országa 6. - A Szaurusz-szikla titka             | The Land Before Time VI: The Secret of Saurus Rock | Társtalan dinoszaurusz hangja | Gesztesi Károly      | Charles Grosvenor        |
| 1999 | Visszavágó                                                | Payback                                            | Bronson                       | Gáti Oszkár          | Brian Helgeland          |
| 1999 | Molokai – Az átok szigete                                 | Molokai: The Story of Father Damien                | Rudolph Meyer                 |                      | Paul Cox                 |
| 1999 | Jég hátán                                                 | Limbo                                              | Smilin' Jack Johannson        | Sörös Sándor         | John Sayles (2)          |
| 1999 |                                                           | The Joyriders                                      | Eddie                         |                      | Bradley Battersby        |
| 2001 | A majmok bolygója                                         | Planet of the Apes                                 | Karubi                        | Bitskey Tibor        | Tim Burton               |
| 2001 |                                                           | Chelsea Walls                                      | Bud                           |                      | Ethan Hawke              |
| 2001 | Kergebirkák                                               | Wooly Boys                                         | Shuck                         | Rajhona Ádám         | Leszek Burzynski         |
| 2002 | D-Tox                                                     | D-Tox                                              | Dr. John Mitchell             | Jakab Csaba          | Jim Gillespie            |
| 2002 | Penge 2.                                                  | Blade II                                           | Abraham Whistler              | Gáti Oszkár          | Guillermo del Toro       |
| 2003 | Kutyabajok                                                | Where the Red Fern Grows                           | Billy Coleman öregen          | Faragó András        | Lyman Dayton             |
| 2003 | Kutyabajok                                                | Where the Red Fern Grows                           | Billy Coleman öregen          | Faragó András        | Sam Pillsbury            |
| 2004 | Kormányzóválasztás                                        | Silver City                                        | Wes Benteen                   |                      | John Sayles (3)          |
| 2004 | Penge: Szentháromság                                      | Blade: Trinity                                     | Abraham Whistler              | Gáti Oszkár          | David S. Goyer           |
| 2005 | A fiók                                                    | The Jacket                                         | Dr. Thomas Becker             | Ujlaki Dénes         | John Maybury             |
| 2005 |                                                           | The Life and Hard Times of Guy Terrifico           | önmaga                        |                      | Michael Mabbott          |
| 2005 | A Wendell Baker balhé                                     | The Wendell Baker Story                            | L.R. Nasher                   | Szersén Gyula        | Andrew Wilson            |
| 2005 | A Wendell Baker balhé                                     | The Wendell Baker Story                            | L.R. Nasher                   | Szersén Gyula        | Luke Wilson              |
| 2005 | Az álmodó                                                 | Dreamer                                            | Pop Crane                     | Fülöp Zsigmond       | John Gatins              |
| 2006 | A szeszcsempész meg a fia                                 | Disappearances                                     | Quebec Bill Bonhomme          | Trokán Péter         | Jay Craven               |
| 2006 | Megetetett társadalom                                     | Fast Food Nation                                   | Rudy Martin                   | Konrád Antal         | Richard Linklater        |
| 2006 |                                                           | Payback: Straight Up                               | Bronson                       |                      | Brian Helgeland (2)      |
| 2006 |                                                           | Requiem for Billy the Kid                          | Billy, a kölyök               |                      | Anne Feinsilber          |
| 2007 | I'm Not There – Bob Dylan életei                          | I'm Not There                                      | Narrátor                      | Barbinek Péter       | Todd Haynes              |
| 2008 | Az utca császárai                                         | Jump Out Boys                                      | Raymond                       |                      | Amir Valinia             |
| 2008 | Hókölykök                                                 | Snow Buddies                                       | Talon hangja                  | Papp János           | Robert Vince             |
| 2009 | Nem kellesz eléggé                                        | He's Just Not That Into You                        | Ken Murphy                    | Reviczky Gábor       | Ken Kwapis               |
| 2009 | A kék szoba                                               | Powder Blue                                        | Randall                       | Bácskai János        | Timothy Linh Bui         |
| 2009 |                                                           | For Sale by Owner                                  | Ferlin Smith                  |                      | Robert J. Wilson         |
| 2010 | Az éjszaka országai                                       | Bloodworth                                         | E. F. Bloodworth              | Tordy Géza           | Shane Dax Taylor         |
| 2010 |                                                           | The Last Rites of Ransom Pride                     | Shepherd Graves               |                      | Tiller Russell           |
| 2010 |                                                           | Yohan: The Child Wanderer                          | Yohan öregen                  |                      | Grete Salomonsen         |
| 2011 | Delfines kaland                                           | Dolphin Tale                                       | Reed Haskett                  | Rajhona Ádám         | Charles Martin Smith     |
| 2011 |                                                           | The Greening of Whitney Brown                      | Dusty Brown                   |                      | Peter Skillman Odiorne   |
| 2012 | Örömzene                                                  | Joyful Noise                                       | Bernard Sparrow               |                      | Todd Graff               |
| 2012 | Kelepce                                                   | Deadfall                                           | Chet Mills                    | Szélyes Imre         | Stefan Ruzowitzky        |
| 2012 | Napról napra                                              | The Motel Life                                     | Earl Hurley                   |                      | Alan Polsky              |
| 2012 | Napról napra                                              | The Motel Life                                     | Earl Hurley                   | Gabriel Polsky       |                          |
| 2013 | Angyalok éneke                                            | Angels Sing                                        | Ezredes                       | Szélyes Imre         | Tim McCanlies            |
| 2013 | A remény vágtája                                          | Midnight Stallion                                  | Jack Shepard                  | Reviczky Gábor       | William Dear             |
| 2014 | Delfines kaland 2.                                        | Dolphin Tale 2                                     | Reed Haskett                  | Fodor Tamás          | Charles Martin Smith (2) |
| 2014 | Hét perc                                                  | 7 Minutes                                          | Mr. B                         | Szersén Gyula        | Jay Martin               |
| 2016 |                                                           | Traded                                             | Billy                         |                      | Timothy Woodward Jr.     |
| 2016 |                                                           | The Red Maple Leaf                                 | John Francis Marshall         |                      | Frank D'Angelo           |
| 2017 |                                                           | Hickok                                             | George Knox                   |                      | Timothy Woodward Jr. (2) |
| 2017 | A csillag                                                 | The Star                                           | Öreg szamár hangja            | Barbinek Péter       | Timothy Reckart          |
| 2018 | Blaze                                                     | Blaze                                              | Edwin Fuller                  | Vass Gábor           | Ethan Hawke (2)          |

## Díjai, elismerései

### Grammy-díjak
- 1971 Grammy Best Country Song
- 1973 Grammy Best Country Performance by Duo/Group W/Vocals
- 1975 Grammy Best Country Performance by Duo/Group W/Vocals
- 2014 Grammy Hall of Fame
- 2014 Grammy Lifetime Achievement Award

### BMI díjak
- 1971 BMI Songwriters/Publishers of the Year
- 1972 BMI Songwriters/Publishers of the Year
- 1972 BMI Song of the Year
- 1974 BMI Songwriters/Publishers of the Year
- 2009 BMI Icon Award

### Music City díjak
- 1971 Music City News Country Song of the Year
- 1972 Music City News Country Songwriter of the Year
- 1973 Music City News Country Songwriter of the Year
- 1973 Music City News Country Song of the Year

### Academy of Country Music díjak
- 1985 Academy of Country Music Single of the Year
- 2006 Academy of Country Music Pioneer Award
- 2014 Academy of Country Music Honors – Poet's Award

### Egyéb elismerései
- 2003 AMA „Spirit of Americana” Free Speech Award
- 2007 CMT Music Awards Johnny Cash Visionary Award
- 2007 'Why Me' Christian Music Hall of fame
- 2009 Stephen Bruton Award
- 2010 Leadership Music Dale Franklin Award
- 2011 Nashville Film Festival Career Achievement Award
- 2015 National Music Council – American Eagle Award
- 2016 Woody Guthrie Prize
- 2016 Erik Bye Memorial Prize
- 2016 Austin City Limits Hall of Fame
- 2017 Texas Medal of Arts Honor
- 2019 Country Music Association – Willie Nelson Lifetime Achievement Award